# Gottfried von und zu Gilsa
Gottfried Carl Paul Ludwig Eitel von und zu Gilsa (* 25. Oktober 1879 in Detmold; † 11. Februar 1959 in Oberhof Gilsa) war ein deutscher Verwaltungsbeamter und Rittergutsbesitzer.

## Leben
Gottfried von und zu Gilsa studierte Rechtswissenschaften an der Georg-August-Universität Göttingen. 1898 wurde er Mitglied des Corps Saxonia Göttingen. Nach dem Studium absolvierte er das Referendariat und bestand 1907 das zweite Staatsexamen. Er wurde Regierungsassessor und Hilfsarbeiter im preußischen Ministerium des Inneren. Am 1. August 1913 wurde er zum Landrat des Landkreises Demmin ernannt.
Im Ersten Weltkrieg wurde Gilsa 1914 zunächst Führer der 3. Reitenden Batterie der Garde-Kavallerie-Division und Kommandant der Stadt Pinsk. Später wurde er als Hauptmann der Reserve beim 1. Garde-Feldartillerie-Regiment eingesetzt.
1916 kehrte er aus dem Feld zurück und übernahm wieder das Amt des Landrats in Demmin, das während seines Kriegseinsatzes Ernst von Heyden vertretungsweise übernommen hatte. Das Amt des Landrats hatte er bis zu seiner Flucht aus Pommern 1945 inne.
Nach dem Zweiten Weltkrieg lebte Gilsa auf dem 300 Hektar großen Familiengut Oberhof Gilsa, dessen Mitbesitzer er war. Der Landrat Adolf von und zu Gilsa war sein Bruder.